# Chelsea FC 2019/2020
Tento článek se podrobně zabývá událostmi ve fotbalovém klubu Chelsea FC v období sezony 2019/20 a jeho působení v Premier League, FA Cupu, EFL a evropských pohárech. Pro Chelsea se jedná o 114. sezonu v historii klubu.

## Dresy
| Domácí | Domácí alt. | Domácí (spec.) | Domácí 2020/21 | Hostující | Hostující alt. | Hostující 2020/21 | 2018/19 Hostující | Třetí | Třetí alt. |

|  | Brankář 1 | Brankář 2 | Brankář 3 | Brankář 4 | Brankář 5 | Brankář 1 2020/21 | Brankář 2 2020/21 | Brankář 3 2020/21 |  |

## Realizační tým
| Post                       | Jméno            |
| -------------------------- | ---------------- |
| Hlavní trenér              | Frank Lampard    |
| Asistenti hlavního trenéra | Jody Morris      |
| Asistent asistentů         | Eddie Newton     |
| Asistent asistentů         | Joe Edwards      |
| Asistent asistentů         | Chris Jones      |
| Trenér gólmanů             | Henrique Hilário |
| Asisten trenéra gólmanů    | James Russell    |

## Soupiska

### První tým
Aktuální k datu 8. srpna 2020.
| Číslo | Pozice | Hráč                  | Nár.       | Datum narození a věk        | Od roku | Smlouva do | Zápasy | Góly |
| ----- | ------ | --------------------- | ---------- | --------------------------- | ------- | ---------- | ------ | ---- |
| 1     | GK     | Kepa Arrizabalaga     | Španělsko  | 3. října 1994 (30 let)      | 2018    | 2025       | 95     | 0    |
| 2     | DF     | Antonio Rüdiger       | Německo    | 3. března 1993 (31 let)     | 2017    | 2022       | 115    | 6    |
| 3     | DF     | Marcos Alonso         | Španělsko  | 28. prosince 1990 (34 let)  | 2016    | 2023       | 149    | 22   |
| 4     | DF     | Andreas Christensen   | Dánsko     | 10. dubna 1996 (28 let)     | 2012    | 2022       | 100    | 0    |
| 5     | MF     | Jorginho              | Itálie     | 20. prosince 1991 (33 let)  | 2018    | 2023       | 98     | 9    |
| 7     | MF     | N'Golo Kanté          | Francie    | 29. března 1991 (33 let)    | 2016    | 2023       | 170    | 11   |
| 8     | MF     | Ross Barkley          | Anglie     | 5. prosince 1993 (31 let)   | 2018    | 2023       | 83     | 10   |
| 9     | FW     | Tammy Abraham         | Anglie     | 2. října 1997 (27 let)      | 2016    | 2022       | 50     | 18   |
| 10    | MF     | Willian               | Brazílie   | 9. srpna 1988 (36 let)      | 2013    | 2020       | 339    | 63   |
| 11    | MF     | Pedro                 | Španělsko  | 28. července 1987 (37 let)  | 2015    | 2020       | 206    | 43   |
| 12    | MF     | Ruben Loftus-Cheek    | Anglie     | 23. ledna 1996 (29 let)     | 2014    | 2024       | 81     | 12   |
| 13    | GK     | Willy Caballero       | Argentina  | 28. září 1981 (43 let)      | 2017    | 2020       | 36     | 0    |
| 15    | DF     | Kurt Zouma            | Francie    | 27. října 1994 (30 let)     | 2014    | 2023       | 114    | 5    |
| 17    | MF     | Mateo Kovačić         | Chorvatsko | 6. května 1994 (30 let)     | 2018    | 2024       | 98     | 2    |
| 18    | FW     | Olivier Giroud        | Francie    | 30. září 1986 (38 let)      | 2018    | 2020       | 88     | 28   |
| 19    | MF     | Mason Mount           | Anglie     | 10. ledna 1999 (26 let)     | 2017    | 2024       | 53     | 8    |
| 20    | MF     | Callum Hudson-Odoi    | Anglie     | 7. listopadu 2000 (24 let)  | 2017    | 2024       | 61     | 8    |
| 22    | MF     | Christian Pulišić     | USA        | 18. září 1998 (26 let)      | 2019    | 2024       | 34     | 11   |
| 23    | FW     | Michy Batshuayi       | Belgie     | 2. října 1993 (31 let)      | 2016    | 2021       | 77     | 25   |
| 24    | MF     | Reece James           | Anglie     | 19. listopadu 1999 (25 let) | 2018    | 2025       | 37     | 2    |
| 28    | DF     | César Azpilicueta (C) | Španělsko  | 28. srpna 1989 (35 let)     | 2012    | 2022       | 386    | 13   |
| 29    | DF     | Fikayo Tomori         | Anglie     | 19. prosince 1997 (27 let)  | 2016    | 2024       | 23     | 2    |
| 31    | GK     | Jamie Cumming         | Anglie     | 4. září 1999 (25 let)       | 2018    | 2023       | 0      | 0    |
| 33    | DF     | Emerson               | Itálie     | 3. srpna 1994 (30 let)      | 2018    | 2022       | 55     | 1    |
| 47    | MF     | Billy Gilmour         | Skotsko    | 11. června 2001 (23 let)    | 2019    | 2023       | 11     | 0    |
| 55    | MF     | Tino Anjorin          | Anglie     | 23. listopadu 2001 (23 let) | 2019    | 2021       | 2      | 0    |
| 57    | FW     | Armando Broja         | Albánie    | 10. září 2001 (23 let)      | 2020    | 2022       | 1      | 0    |
| 63    | DF     | Ian Maatsen           | Nizozemsko | 10. března 2002 (22 let)    | 2019    | 2024       | 1      | 0    |
| 64    | MF     | Lewis Bate            | Anglie     | 28. října 2002 (22 let)     | 2020    | 2022       | 0      | 0    |
| 66    | DF     | Dynel Simeu           | Anglie     | 13. března 2002 (22 let)    | 2020    | 2021       | 0      | 0    |

## Nové kontrakty
| Číslo | Pozice | Hřáč                 | Datum              | Do                | Zdroj  |
| ----- | ------ | -------------------- | ------------------ | ----------------- | ------ |
|       | DF     | Josh Grant           | 7. června 2019     | 30. června 2020   | [ 3 ]  |
| 48    | DF     | Richard Nartey       | 26. června 2019    | 30. června 2020   | [ 4 ]  |
|       | MF     | Lucas Piazon         | 1. července 2019   | 30. června 2020   | [ 3 ]  |
| 55    | MF     | George McEachran     | 1. července 2019   | 30. června 2022   | [ 5 ]  |
| 54    | DF     | Juan Castillo        | 1. července 2019   | 30. června 2022   | [ 5 ]  |
| 57    | MF     | Tariq Uwakwe         | 1. července 2019   | 30. června 2022   | [ 5 ]  |
|       | DF     | Sam McClelland       | 1. července 2019   | 30. června 2022   | [ 5 ]  |
|       | MF     | Mario Pašalić        | 3. července 2019   | 30. června 2022   | [ 6 ]  |
| 12    | MF     | Ruben Loftus-Cheek   | 6. července 2019   | 30. června 2024   | [ 7 ]  |
| 31    | MF     | Mason Mount          | 15. července 2019  | 30. června 2024   | [ 8 ]  |
| 49    | MF     | Luke McCormick       | 18. července 2019  | 30. června 2022   | [ 9 ]  |
|       | DF     | Jake Clarke-Salter   | 24. července 2019  | 30. června 2022   | [ 10 ] |
| 31    | GK     | Jamie Cumming        | 31. července 2019  | 30. července 2023 | [ 11 ] |
| 38    | MF     | Conor Gallagher      | 2. srpna 2019      | 30. června 2022   | [ 12 ] |
|       | DF     | Trevoh Chalobah      | 8. srpna 2019      | 30. června 2022   | [ 13 ] |
| 21    | DF     | Davide Zappacosta    | 21. srpna 2019     | 30. června 2022   | [ 14 ] |
|       | DF     | Baba Rahman          | 2. září 2019       | 30. června 2022   | [ 15 ] |
| 44    | DF     | Marc Guehi           | 2. září 2019       | 30. června 2022   | [ 16 ] |
|       | MF     | Lucas Piazon         | 2. září 2019       | 30. června 2021   | [ 17 ] |
| 71    | GK     | Lucas Bergström      | 11. září 2019      | 30. června 2022   | [ 18 ] |
| 47    | MF     | Billy Gilmour        | 12. září 2019      | 30. června 2023   | [ 19 ] |
| 20    | MF     | Callum Hudson-Odoi   | 19. září 2019      | 30. června 2024   | [ 20 ] |
|       | MF     | Myles Peart-Harris   | 19. září 2019      | 30. června 2022   | [ 21 ] |
| 61    | MF     | Henry Lawrence       | 18. října 2019     | 30. června 2022   | [ 22 ] |
|       | MF     | Dion Rankine         | 19. října 2019     | 30. června 2022   | [ 23 ] |
|       | MF     | Lewis Bate           | 2. listopadu 2019  | 30. června 2022   | [ 24 ] |
|       | MF     | Ben Elliott          | 13. listopadu 2019 | 30. června 2022   | [ 25 ] |
| 72    | DF     | Valentino Livramento | 22. listopadu 2019 | 30. června 2022   | [ 26 ] |
| 29    | DF     | Fikayo Tomori        | 12. prosince 2019  | 30. června 2024   | [ 27 ] |
| 57    | FW     | Armando Broja        | 4. ledna 2020      | 30. června 2022   | [ 28 ] |
| 24    | DF     | Reece James          | 16. ledna 2020     | 30. června 2025   | [ 29 ] |
| 65    | FW     | George Nunn          | 17. ledna 2020     | 30. června 2022   | [ 30 ] |
|       | MF     | Nathan               | 28. ledna 2020     | 30. června 2021   | [ 31 ] |
|       | FW     | Bryan Fiabema        | 20. února 2020     | 30. června 2023   | [ 32 ] |
| 68    | MF     | Xavier Simons        | 20. února 2020     | 30. června 2022   | [ 32 ] |
| 67    | DF     | Levi Colwill         | 2. března 2020     | 30. června 2022   | [ 33 ] |
| 63    | DF     | Ian Maatsen          | 10. března 2020    | 30. června 2024   | [ 34 ] |

## Přestupy
| Přišli do týmu |      |               |              |             |        |
| Číslo          | Poz. | Hráč          | Odkud přišel | Cena        | Zdroj  |
| 17             | MF   | Mateo Kovačić | Real Madrid  | £40,300,000 | [ 35 ] |
| -              | FW   | Timo Werner   | RB Leipzig   | £48,000,000 | [ 36 ] |
| Zima           |      |               |              |             |        |
|                | FW   | Bryan Fiabema | Tromsø       | £540,000    | [ 32 ] |

Výdaje:  £41,040,000
| Odešli z týmu |      |                          |                        |                           |        |
| Číslo         | Poz. | Hráč                     | Kam odešel             | Cena                      | Zdroj  |
|               | MF   | Kylian Hazard            | Cercle Brugge          | Nezveřejněno              | [ 37 ] |
|               | MF   | Victorien Angban         | FC Metz                | £5,400,000                | [ 38 ] |
| 24            | DF   | Gary Cahill              | Crystal Palace         |                           | [ 39 ] |
|               | DF   | Fankaty Dabo             | Coventry City          | Zadarmo                   | [ 40 ] |
| 10            | MF   | Eden Hazard              | Real Madrid            | £90,000,000 + £40,000,000 | [ 41 ] |
|               | DF   | Ola Aina                 | Torino                 | £9,000,000                | [ 42 ] |
|               | GK   | Eduardo                  | Braga                  | Zadarmo                   | [ 43 ] |
|               | GK   | Bradley Collins          | Barnsley               | Zadarmo                   | [ 44 ] |
|               | DF   | Jay Dasilva              | Bristol City           | £2,160,000                | [ 45 ] |
|               | MF   | Kyle Scott               | neznámo                |                           | [ 46 ] |
|               | DF   | Todd Kane                | neznámo                |                           | [ 38 ] |
|               | MF   | Ruben Sammut             | neznámo                |                           | [ 38 ] |
| 59            | GK   | Marcin Bułka             | Paris Saint-Germain    | Zadarmo                   | [ 47 ] |
| 47            | DF   | Joseph Colley            | neznámo                |                           | [ 38 ] |
|               | DF   | Renedi Masampu           | neznámo                |                           | [ 38 ] |
|               | MF   | Josimar Quintero         | neznámo                |                           | [ 38 ] |
|               | FW   | Martell Taylor-Crossdale | neznámo                |                           | [ 38 ] |
|               | GK   | Jared Thompson           | neznámo                |                           | [ 38 ] |
| 31            | GK   | Robert Green             | konec kariéry          |                           | [ 48 ] |
|               | DF   | Tomáš Kalas              | Bristol City           | £3,720,000                | [ 49 ] |
|               | MF   | Ruben Sammut             | Sunderland             | Zadarmo                   | [ 50 ] |
| 59            | GK   | Marcin Bułka             | Paris Saint-Germain    | Zadarmo                   | [ 47 ] |
| 56            | FW   | Martell Taylor-Crossdale | Fulham                 | Zadarmo                   | [ 51 ] |
| 58            | FW   | Daishawn Redan           | Hertha BSC             | £2,250,000                | [ 52 ] |
|               | MF   | Josimar Quintero         | Espanyol               | Zadarmo                   | [ 53 ] |
|               | DF   | Todd Kane                | Queens Park Rangers    | Zadarmo                   | [ 54 ] |
|               | MF   | Kyle Scott               | Newcastle United       | Zadarmo                   | [ 55 ] |
| 45            | MF   | Kasey Palmer             | Bristol City           | £3,420,000                | [ 56 ] |
| 24            | DF   | Gary Cahill              | Crystal Palace         | Zadarmo                   | [ 57 ] |
| 30            | DF   | David Luiz               | Arsenal                | £8,000,000                | [ 58 ] |
|               | DF   | Kenneth Omeruo           | Leganés                | £4,500,000                | [ 59 ] |
| 47            | DF   | Joseph Colley            | Chievo                 | Zadarmo                   | [ 60 ] |
| Zima          |      |                          |                        |                           |        |
|               | DF   | Michael Hector           | Fulham                 | £5,310,000                | [ 61 ] |
| 51            | MF   | Clinton Mola             | Stuttgart              | £360,000                  | [ 62 ] |
| 48            | DF   | Tariq Lamptey            | Brighton & Hove Albion | £2,970,000                | [ 63 ] |

Příjem:  £146,120,000
| Odchod na hostování |      |                    |                    |                   |                   |            |        |
| Číslo               | Poz. | Hráč               | Kam odešel         | Od                | Do                | Cena       | Zdroj  |
|                     | MF   | Victor Moses       | Fenerbahçe         | 1. července 2019  | 30. července 2020 |            | [ 64 ] |
|                     | FW   | Álvaro Morata      | Atlético Madrid    | 1. července 2019  | 30. července 2020 |            | [ 65 ] |
|                     | GK   | Nathan Baxter      | Ross County FC     | 1. července 2019  | 30. července 2020 |            | [ 66 ] |
| 48                  | DF   | Richard Nartey     | Burton Albion FC   | 1. července 2019  | 24. května 2020   |            | [ 67 ] |
|                     | MF   | Mario Pašalić      | Atalanta           | 3. července 2019  | 30. června 2020   | £900,000   | [ 68 ] |
|                     | MF   | Charly Musonda     | Vitesse            | 5. července 2019  | 30. června 2020   | Zadarmo    | [ 69 ] |
|                     | MF   | Nathan             | Atlético Mineiro   | 8. července 2019  | 1. ledna 2020     | Zadarmo    | [ 70 ] |
| 49                  | MF   | Luke McCormick     | Shrewsbury Town    | 18. července 2019 | 31. května 2020   | Zadarmo    | [ 9 ]  |
| 44                  | DF   | Ethan Ampadu       | RB Leipzig         | 22. července 2019 | 30. června 2020   | £590,000   | [ 71 ] |
|                     | DF   | Matt Miazga        | Reading            | 24. července 2019 | 31. května 2020   | Zadarmo    | [ 72 ] |
|                     | DF   | Jake Clarke-Salter | Birmingham City    | 24. července 2019 | 31. května 2020   | Zadarmo    | [ 10 ] |
| 34                  | MF   | Lewis Baker        | Fortuna Düsseldorf | 24. července 2019 | 30. června 2020   | Zadarmo    | [ 73 ] |
| 35                  | DF   | Dujon Sterling     | Wigan Athletic     | 1. srpna 2019     | 31. května 2020   | Zadarmo    | [ 74 ] |
| 38                  | MF   | Conor Gallagher    | Charlton Athletic  | 2. srpna 2019     | 31. května 2020   | Zadarmo    | [ 12 ] |
|                     | FW   | Ike Ugbo           | Roda JC            | 3. srpna 2019     | 30. května 2020   | Zadarmo    | [ 75 ] |
|                     | DF   | Josh Grant         | Plymouth Argyle    | 8. srpna 2019     | 31. prosince 2019 | Zadarmo    | [ 76 ] |
|                     | MF   | Jacob Maddox       | Tranmere Rovers    | 8. srpna 2019     | 31. května 2020   | Zadarmo    | [ 77 ] |
| 6                   | MF   | Danny Drinkwater   | Burnley            | 8. srpna 2019     | 6. ledna 2020     | Zadarmo    | [ 78 ] |
|                     | DF   | Trevoh Chalobah    | Huddersfield Town  | 8. srpna 2019     | 31. května 2020   | Zadarmo    | [ 13 ] |
| 37                  | FW   | Isaiah Brown       | Luton Town         | 8. srpna 2019     | 31. května 2020   | Zadarmo    | [ 79 ] |
| 21                  | DF   | Davide Zappacosta  | Roma               | 21. srpna 2019    | 30. června 2020   | Zadarmo    | [ 14 ] |
| 42                  | DF   | Juan Castillo      | Ajax               | 30. srpna 2019    | 30. června 2020   | Zadarmo    | [ 80 ] |
| 14                  | MF   | Tiémoué Bakayoko   | Monaco             | 31. srpna 2019    | 30. června 2020   | £2,700,000 | [ 81 ] |
|                     | MF   | Danilo Pantić      | Fehérvár           | 1. září 2019      | 31. ledna 2020    | £450,000   | [ 83 ] |
|                     | DF   | Baba Rahman        | Mallorca           | 2. září 2019      | 30. června 2020   | Zadarmo    | [ 15 ] |
| 16                  | MF   | Kenedy             | Getafe             | 2. září 2019      | 30. června 2020   | Zadarmo    | [ 84 ] |
|                     | MF   | Lucas Piazon       | Rio Ave            | 2. září 2019      | 30. června 2021   | Zadarmo    | [ 17 ] |
| 32                  | GK   | Jamal Blackman     | Vitesse            | 3. září 2019      | 16. ledna 2020    | Zadarmo    | [ 86 ] |
| Zima                |      |                    |                    |                   |                   |            |        |
|                     | MF   | Danny Drinkwater   | Aston Villa        | 7. ledna 2020     | 30. června 2020   | Zadarmo    | [ 87 ] |
| 44                  | DF   | Marc Guehi         | Swansea City       | 10. ledna 2020    | 31. května 2020   | Zadarmo    | [ 88 ] |
|                     | MF   | Conor Gallagher    | Swansea City       | 15. ledna 2020    | 31. května 2020   | Zadarmo    | [ 89 ] |
|                     | GK   | Jamal Blackman     | Bristol Rovers     | 22. ledna 2020    | 31. května 2020   | Zadarmo    | [ 85 ] |
|                     | MF   | Victor Moses       | Inter Milan        | 23. ledna 2020    | 30. června 2020   | Zadarmo    | [ 90 ] |
| 45                  | MF   | George McEachran   | Cambuur            | 30. ledna 2020    | 30. června 2020   | Zadarmo    | [ 31 ] |
| 41                  | FW   | Charlie Brown      | Union SG           | 31. ledna 2020    | 30. června 2020   | Zadarmo    | [ 91 ] |
|                     | MF   | Jacob Maddox       | Southampton        | 2. února 2020     | 31. května 2020   | Zadarmo    | [ 92 ] |

Aktivita na trhu:  £105,080,000

## Souhrn působení v soutěžích
| Soutěž               | Fáze startu | Momentální pozice/ kolo | Konečná pozice/ kolo | První zápas    | Poslední zápas    |
| -------------------- | ----------- | ----------------------- | -------------------- | -------------- | ----------------- |
| Premier League       | 6. místo    | —                       | 4. místo             | 11. srpna 2019 | 26. července 2020 |
| FA Cup               | 3. kolo     | —                       | 2. místo             | 5. ledna 2020  | 1. srpna 2020     |
| EFL Cup              | 3. kolo     | —                       | 4. kolo              | 25. září 2019  | 30. října 2019    |
| Liga mistrů UEFA     | skupina     | —                       | osmifinále           | 17. září 2019  | 8. srpna 2020     |
| Superpohár UEFA 2019 | finále      | —                       | 2. místo             | 14. srpna 2019 | 14. srpna 2019    |

### Předsezonní přípravné zápasy
Zdroj: chelseafc.com
| Datum        | Soupeř                   | Místo                    | Výsledek | Střelci Chelsea                                                            |
| ------------ | ------------------------ | ------------------------ | -------- | -------------------------------------------------------------------------- |
| 10/ 07/ 2019 | Bohemian                 | Dublin, Irsko            | 1 : 1    | 8' Batshuayi                                                               |
| 13/ 07/ 2019 | St Patrick's Athletic    | Dublin, Irsko            | 4 : 0    | 14' Mount, 31' Emerson, 67', 88' Giroud                                    |
| 19/ 07/ 2019 | Kawasaki Frontale        | Jokohama, Japonsko       | 0 : 1    |                                                                            |
| Rakuten Cup  |                          |                          |          |                                                                            |
| 23/ 07/ 2019 | Barcelona                | Saitama, Japonsko        | 2 : 1    | 34' Abraham, 81' Barkley                                                   |
|              |                          |                          |          |                                                                            |
| 28/ 07/ 2019 | Reading                  | Reading, Anglie          | 4 : 3    | 22' Barkley, 42' Kenedy, 57', 60' Mount                                    |
| 31/ 07/ 2019 | FC Red Bull Salzburg     | Salcburk, Rakousko       | 5 : 3    | 20' Pulišić, 23' Barkley (pen.), 28' Pulišić, 57' Pedro, 88' atshuayi      |
| 03/ 08/ 2019 | Borussia Mönchengladbach | Mönchengladbach, Německo | 2 : 2    | 59' Abraham (pen.), 86' Barkley (pen.)                                     |
| 10/ 07/ 2020 | Reading                  | Surrey, Anglie           | 1 : 0    | 28' Pedro                                                                  |
| 14/ 07/ 2020 | Queens Park Rangers      | Londýn, Anglie           | 7 : 1    | 6' Mount, 29' Willian, 34', 58' Loftus-Cheek, 67' Giroud, 79', 88' Gilmour |

### Premier League
Hlavní článek: Premier League 2019/20
| Poř. | Tým               | Z  | V  | R  | P  | VG  | OG | B  |
| ---- | ----------------- | -- | -- | -- | -- | --- | -- | -- |
| 2.   | Manchester City   | 38 | 26 | 3  | 9  | 102 | 35 | 81 |
| 3.   | Manchester United | 38 | 18 | 12 | 8  | 66  | 36 | 66 |
| 4.   | Chelsea           | 38 | 20 | 6  | 12 | 69  | 54 | 66 |
| 5.   | Leicester City    | 38 | 18 | 8  | 12 | 67  | 41 | 62 |
| 6.   | Tottenham Hotspur | 38 | 16 | 11 | 11 | 61  | 47 | 59 |

|  | Přímý postup do Ligy mistrů 2020/21        |
|  | Přímý postup do Evropské Ligy UEFA 2020/21 |
|  | Sestup do Football League Championship     |

| Celkem | Celkem | Celkem | Celkem | Celkem | Celkem | Celkem | Celkem | Doma | Doma | Doma | Doma | Doma | Doma | Venku | Venku | Venku | Venku | Venku | Venku |
| Z      | V      | R      | P      | VG     | OG     | GR     | Body   | V    | R    | P    | VG   | OG   | Body | V     | R     | P     | VG    | OG    | Body  |
| ------ | ------ | ------ | ------ | ------ | ------ | ------ | ------ | ---- | ---- | ---- | ---- | ---- | ---- | ----- | ----- | ----- | ----- | ----- | ----- |
| 38     | 20     | 6      | 12     | 54     | +15    | 66     | 11     | 3    | 5    | 30   | 16   | 36   | 9    | 3     | 7     | 39    | 38    | 30    |       |